# 奧斯汀 (阿肯色州)
奧斯汀（英語：Austin）是一個位於美國阿肯色州洛諾克縣的城市。

## 地理
奧斯汀的座標為35°00′19″N 91°59′21″W / 35.00528°N 91.98917°W，而該地的平均海拔高度為75米（即246英尺）。

## 人口
根據2020年美國人口普查的數據，奧斯汀的面積為8.02平方千米，皆為陸地。當地共有人口3460人，而人口密度為每平方千米431人。